# Meginwarch

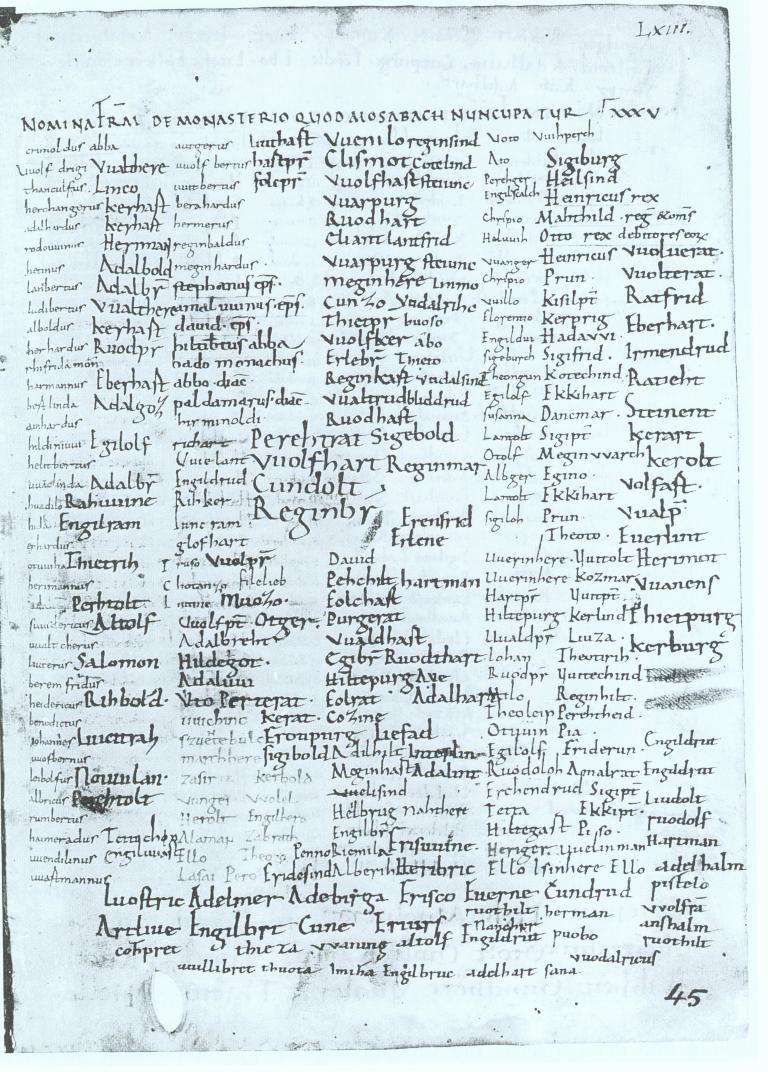
Meginwarch in una voce di gruppo della famiglia reale ottoniana e dei loro più importanti collaboratori del 928/929 nel Verbrüderungsbuch dell'abbazia di Reichenau, Zurigo, Zentralbibliothek, Rh. hist. 27, p. 63.

Meginwarch, anche Meginward o Meginwarc, (... – 15 luglio 937), proveniente da una delle più illustri stirpi nobiliari del regno dei Franchi Orientali, fu un conte con ampi possedimenti in Turingia e apparteneva alla cerchia di comando del re Enrico I.

## Biografia
Meginwarch proveniva da un gruppo aristocratico ancora sconosciuto che è stato ripetutamente ritenuto degli Immedingi. È probabile che la sua stirpe sia stata al pari dei Liudolfingi e ai discendenti di Vitichindo. Meginwarch fu sposato con Gerlint († 948), a cui fu data l'onorevole epiteto di "madre dei poveri" (mater pauperum) dai Fuldaer Totenannalen (annali dei morti di Fulda) per i suoi sforzi nel commemorare i morti e nel prendersi cura dei poveri.
Sotto il re Enrico I, Meginwarch sembra essere stato uno dei più importanti grandi del regno. Intorno all'anno 928/929, il suo nome si trova nel Verbrüderungsbuch dell'abbazia di Reichenau in una voce della famiglia reale, che lo identifica come membro della cerchia di comando del sovrano. Intorno all'anno 929/930, il suo nome è citato in una voce della famiglia reale nel libro della confraternita dell'abbazia di San Gallo, oggi perduta. Tre documenti di Enrico menzionano vasti possedimenti e diritti comitali di Meginwarch in Turingia. Inoltre, Meginwarch potrebbe essere identificato in altre quattro voci di gruppo nel Verbrüderungsbuch di Reichenau, tre delle quali molto probabilmente furono promosse da lui stesso, considerando la sua posizione predominante all'inizio delle colonne dei nomi. L'accumulo di nomi alemanni nelle voci del gruppo ha portato Gerd Althoff a considerare che Meginwarch potrebbe essere stato in Alemannia come inviato del re Enrico I per stabilirvi condizioni pacifiche di governo.
In netto contrasto con il «ruolo importante» di Meginwarch sotto Enrico I, è il completo silenzio delle fonti narrative del tempo del successore di Enrico, Ottone I. Vitichindo di Corvey, Rosvita di Gandersheim, Liutprando di Cremona o il Continuator Reginonis (Adalberto di Magdeburgo) non lo citano mai. Johannes Fried ha sottolineato che i discendenti di Meginwarch probabilmente si ribellarono contro il re Ottone I e combatterono contro di lui dalla parte del fratello minore Enrico I. Poiché Meginwarch era il più potente aristocratico della Turingia, la sua morte nel 937 mise in subbuglio "tutta la Turingia" e scatenò conflitti per la successione di Meginwarch nei suoi possedimenti. Infatti, nelle voci di gruppo nel Verbrüderungsbuch di Reichenau, iniziato da Meginwarch, c'è una sequenza di nomi (Erwin/Ervino - Meginwarch - Wilhelm/Guglielmo), che ricorrono più volte ed è vagamente collegata dalla ricerca con persone menzionate da Vitichindo di Corvey e Tietmaro di Merseburgo. Un Erwin/Ervino fu coinvolto nell'attentato al re Ottone il Grande nella Pasqua del 941 come compagno di Enrico (il tentativo di assassinio è riportato anche da Vitichindo, ma è presente solo il nome di Erich in questo caso). Secondo l'opinione dei contemporanei, questo Erwin/Ervino doveva essere un grande della Turingia molto importante. Suo figlio Hildeward di Halberstadt fu nominato vescovo di Halberstadt nel 968 contro l'espressa volontà di Ottone il Grande. Il nome Wilhelm/Guglielmo sembra collegarsi a Guglielmo I di Weimar, che dovette andare in esilio dopo la sua partecipazione alla rivolta di Liudolfo di Svevia contro il re e padre Ottone I. Sempre in relazione a questa rivolta, viene nominato un grande del regno di nome Meinwerc, morto nel 953 per un colpo di freccia. Non è ancora chiaro se questo e gli altri siano i figli di Meginwarch.
Meginwarch è commemorato nei tre dei più importanti necrologi del loro tempo, i Fuldaer Totenannalen (annali dei morti di Fulda), le Totenlisten dell'abbazia di Reichenau e il Verbrüderungsbuch dell'abbazia di Remiremont. Le voci collocano Meginwarch nel gruppo di quei sassoni «che, sotto il primo re sassone, segnarono un orizzonte di relazioni che si estendeva ben oltre l'area tribale sassone».